# 5e United States Colored Cavalry

Pendant la guerre de Sécession, le 5e United States Colored Cavalry est un des 6 régiments de cavalerie des USCT (United States Colored Troops, « Troupes noires des États-Unis ») de l'United States Army.
Le 5e US Colored Cavalry (5e USCC), une des plus célèbres unités combattantes des USCT, est officiellement créé au Kentucky fin octobre 1864 après avoir subi par deux fois l'épreuve du feu : d'abord lors de la première bataille de Saltville (2 octobre 1864), puis lors d'un accrochage à Harrodsburg (Kentucky) le 21 octobre.

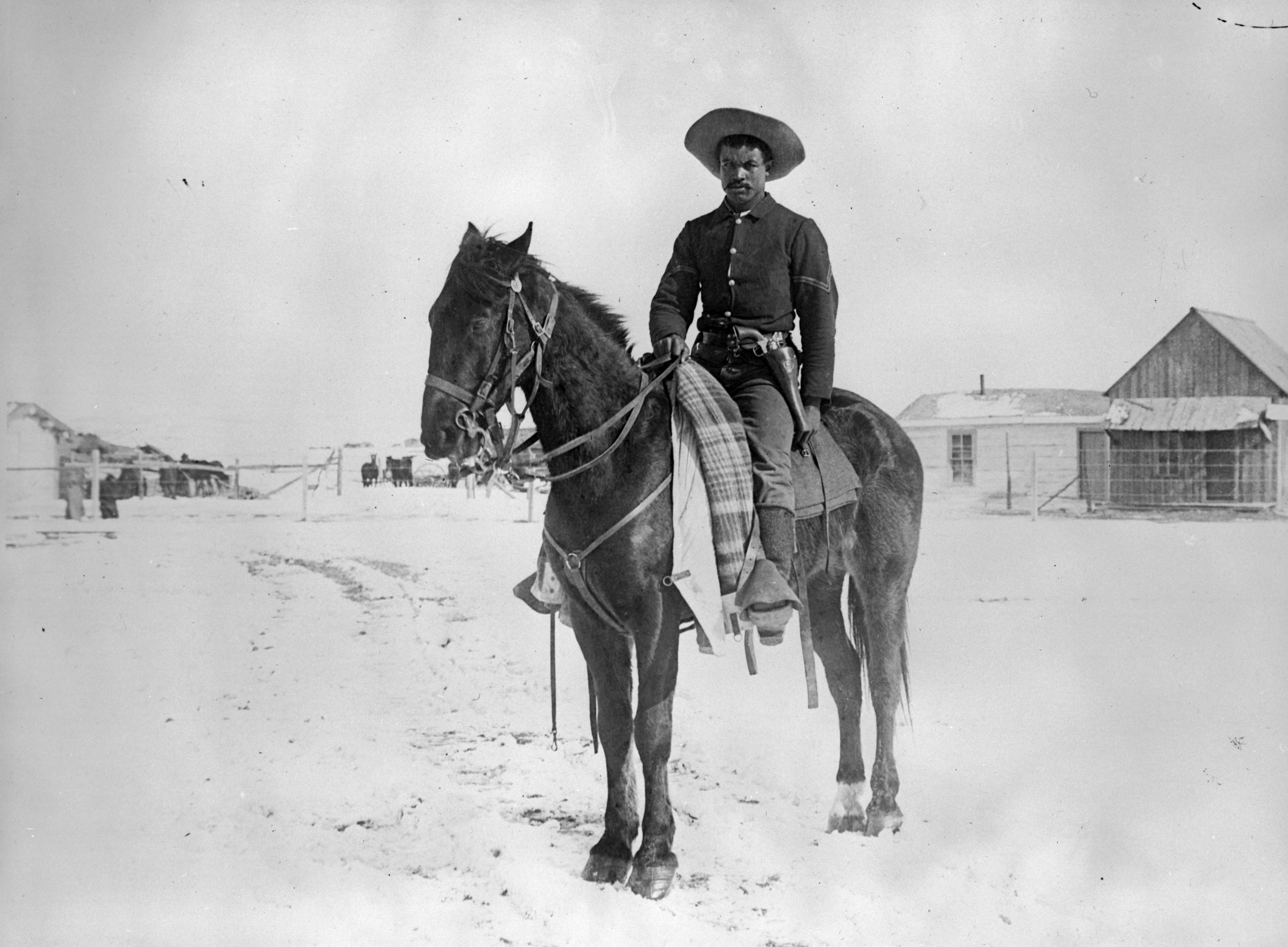
Un caporal du 9e USCC photographié près de Denver (Colorado) pendant l'hiver 1890. En 1864, l'aspect de son prédécesseur du 5e USCC n'était guère différent, mis à part qu'il avait alors une petite casquette au lieu d'un chapeau, et un grand fusil Enfield Pattern 1853 de fantassin au lieu d'un revolver.

Il est commandé par le colonel James S. Brisbin jusqu’à ce que cet officier soit muté au 6e USCC en février 1865 – puis par l’adjoint de Brisbin, Louis Henry Carpenter, qui commanda le 5e USCC jusqu’au 20 mars 1866.

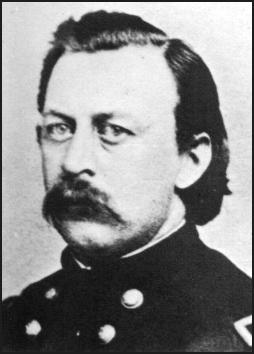
James S. Brisbin, avocat et militant anti-esclavagiste devenu colonel, croyait en la valeur des soldats noirs.

Le 5e USCC était composé de noirs, soit esclaves, soit affranchis, soit noirs libres.
Après la guerre de Sécession, nombre d’entre eux (et on ne les appela plus alors soldiers, soldats, mais troopers, troupiers) s’enrôlèrent dans les deux régiments de cavalerie noire formés en 1866 dans l’armée régulière des États-Unis, combattront pendant les guerres indiennes et seront surnommés Buffalo Soldiers («soldats bisons »). Beaucoup de leurs officiers blancs seront volontaires pour rester à leur tête.

## Organisation
Début 1864, le général Stephen Gano Burbridge, commandant du Military District du Kentucky, promulgue son General Order No. 24, par lequel il décrète la formation d’unités combattantes formées de noirs (affranchis, hommes libres ou esclaves, à condition que ces derniers soient « munis d'une autorisation de leur maître »).
Ce nouveau type d’unité vit le combat avant même le 24 octobre 1864, date de sa formation officielle : lors de la première bataille de Saltville (2 octobre 1864), et lors d’un accrochage à Harrodsburg (Kentucky) le 21 octobre.

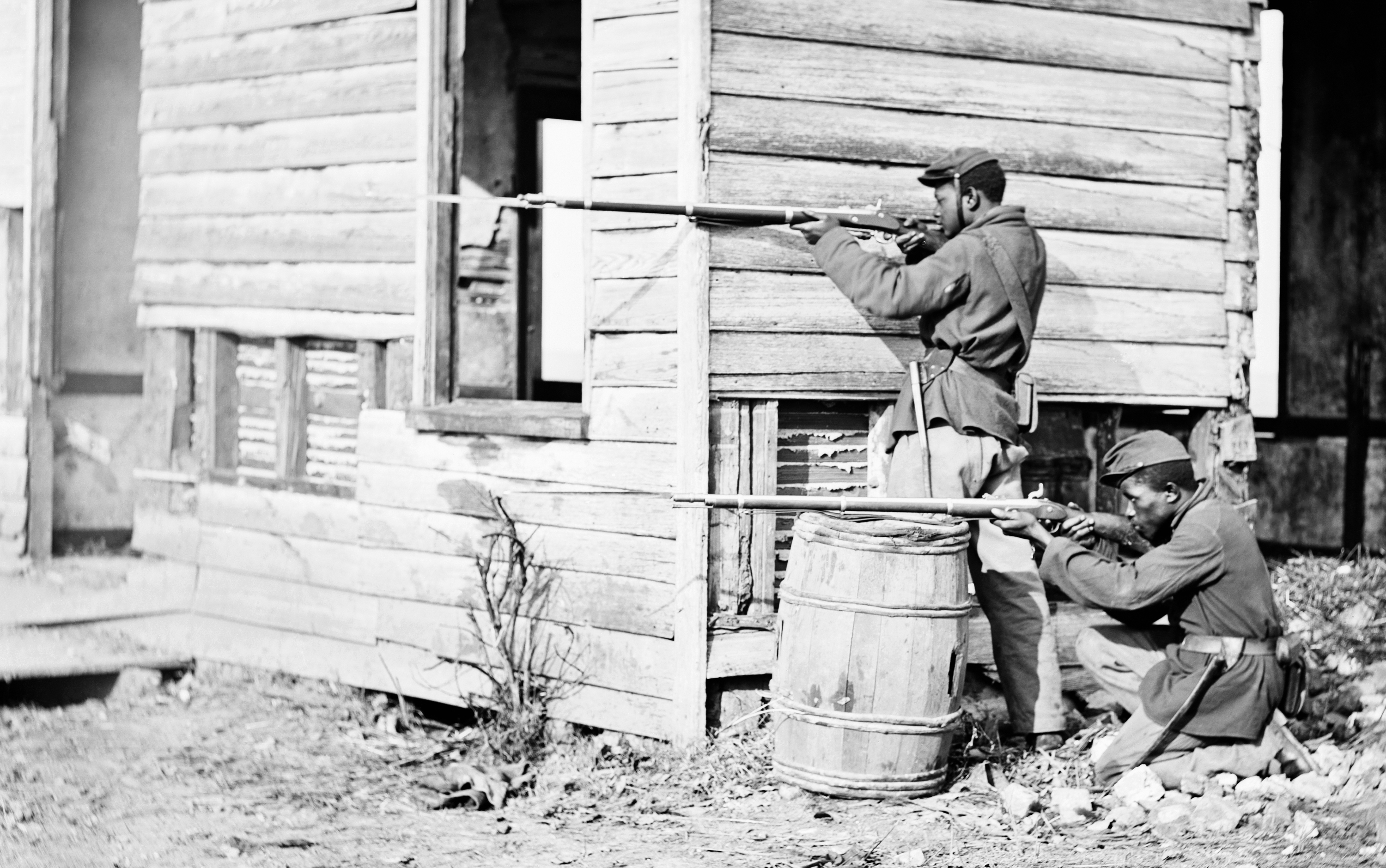
Des soldats noirs de l'USCT (United States Colored Troops, « Troupes noires des États Unis ») à Dutch Gap en novembre 1864. Ils posent avec leur uniforme neuf et leur fusil Enfield Pattern 1853, baïonnette au canon, mais chien baissé.

### Formation du5eUSCC

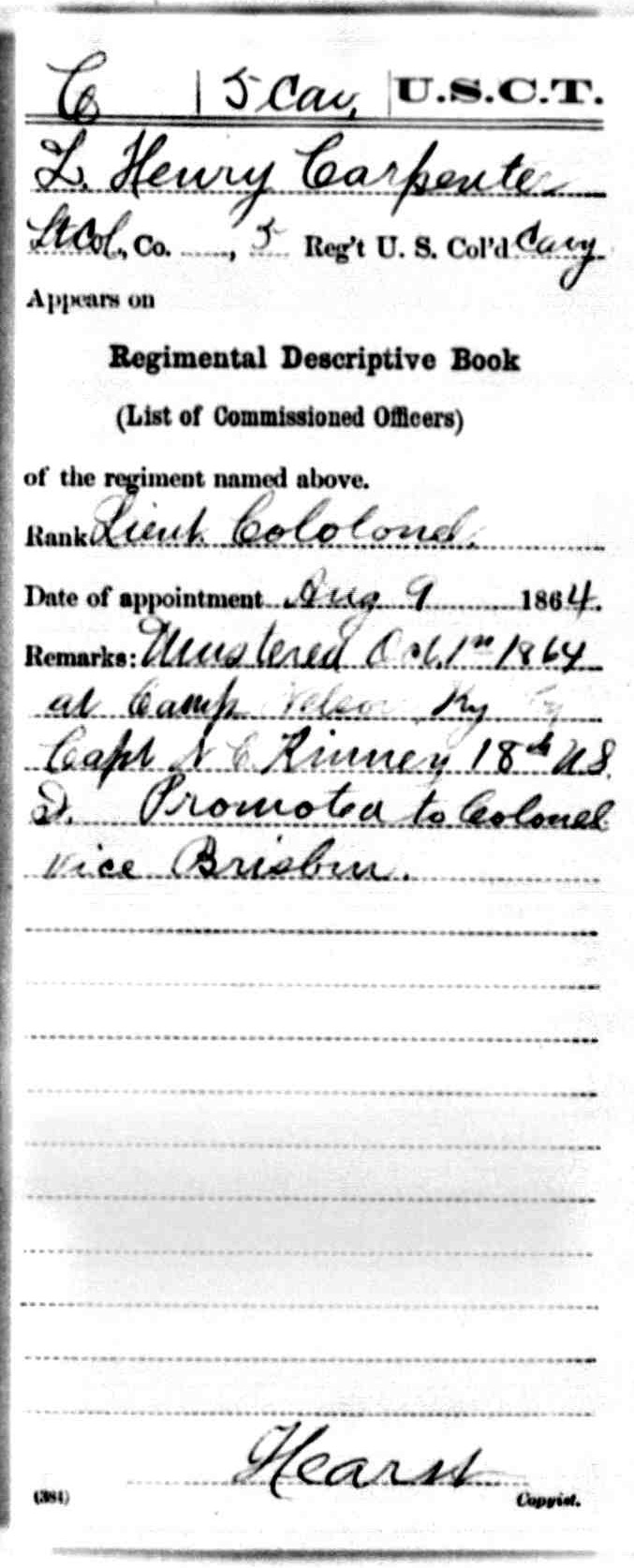
Fiche d'enrôlement dans les United States Colored Troops : Louis Henry Carpenter, Lt. Col. des Volontaires, entré le 1er octobre 1864, assigné au 5e US Colored Cavalry.

La rumeur se répand, selon laquelle le colonel James S. Brisbin va former un régiment de cavalerie noire (commandé par des officiers blancs assistés de sous-officiers noirs) dans le but de lancer un raid. Plus de 1 500 Noirs se présentent spontanément à Camp Nelson (Kentucky) ainsi qu'au bureau de l'US Army des villes voisines de Lebanon et de Louisville (Kentucky) et demandent à être enrôlés.
Cependant le lieutenant-colonel Louis Henry Carpenter se rend compte que ces hommes sont illettrés, et il demande à la hiérarchie que des sous-officiers blancs soient affectés au nouveau futur régiment. Sa demande est prise en considération, et le 5e USCC hâtivement constitué,.
Alors que les formalités d’enrôlement de tous les hommes ne sont même pas terminées, et que très peu de d’officiers (et encore moins de sous-officiers) ont pris leur poste, le colonel James F. Wade, nommé temporairement à leur tête, est chargé d’amener le plus rapidement possible cette troupe à Prestonburg (Kentucky).
Sous la pression de l’urgence, Wade attribue aux soldats noirs des chevaux non dressés comme montures, et des fusils Enfield Pattern 1853 d’infanterie comme armes.

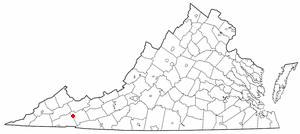
Saltville, d'où proviennent les deux tiers du sel consommé par la Confédération, est située à l'extrême Sud-Ouest de l'État de Virginie. La colonne Burbridge est venue du Kentucky pour détruire les salines.

Vu l'importance du sel pendant la guerre de Sécession (unique agent de conservation, indispensable pour la nourriture des troupes aussi bien que des civils - et pour le traitement des cuirs, matière première des chaussures et des harnais), Ulysses S. Grant avait donné l’ordre au général Burbridge de pénétrer jusque dans le Sud-Ouest de la Virginie, pour détruire les salines de Saltville, qui fournissaient les 2/3 du sel consommé par le Sud.
Le 20 septembre, la colonne Burbridge, forte de trois brigades (cavalerie et infanterie montée, 1er Missouri Cavalry, 13e Kentucky Cavalry, et 12e Ohio Cavalry) sort de Mount Sterling (Kentucky), direction Saltville. Quatre jours plus tard elle est rejointe à Prestonburg (Kentucky) par les 600 hommes du nouveau 5e United States Colored Cavalry, ainsi que par un petit nombre de soldats noirs du futur 6e USCC.
Pendant les six jours que dure encore la progression, les soldats noirs doivent subir les moqueries et les farces plus ou moins méchantes (du vol de chapeaux au vol de chevaux) que les soldats blancs de la colonne s’ingénient à faire subir à leurs nouveaux collègues noirs. Mais, comme l'écrit Brisbin à l'adjutant general Thomas, « les soldats noirs n’ont cherché ni à se plaindre ni à se venger de ces farces et de ces injures ».
Par ailleurs, en chemin la colonne Burbridge est naturellement observée et testée par les reconnaissances de cavalerie sudistes : leurs scouts rapportent au QG qu'un puissant raid nordiste avance sur Saltville (ce qui permet d'organiser la résistance de la ville) - et surtout diffusent la nouvelle qui atterre et révolte la population blanche : les Yankees ont avec eux 600 « nigger soldiers » (« soldats nègres »).

## Le5eUSCC et la1rebataillede Saltville

### Première bataille de Saltville
Le 1er octobre, Burbridge arrive à 3 miles de Saltville. Il décide de bivouaquer et d'attaquer le lendemain, ce qui laissera le temps d'arriver aux renforts qu'il attend. En fait ces renforts, commandés par le général Alvan C. Gillem n'arriveront pas : ils ont été, sans que Burnbridge en ait été averti, envoyés à Atlanta pour protéger la ligne d'approvisionnement de Sherman.
Mais les Confédérés profitent de la nuit pour faire venir des renforts à Saltville (leur effectif se monte alors à 2 800 hommes, contre les 4 500 fédéraux) et se retrancher solidement sur Chestnut Ridge (la crête des Marronniers), qui surplombe le ruisseau Cedar Branch, un affluent de la rivière Holston (branche nord). Les défenseurs de Chestnut Ridge sont les brigades de George G. Dibrell et de Felix H. Robertson, et les guérilleros de Champ Ferguson. À mi-pente, les Confédérés ont aussi creusé des trous d'hommes.
Chez les Confédérés, la nouvelle perturbante s'est répandue après les premières escarmouches : les Yankees les attaquent avec des soldats noirs. Le brigadier-général Alfred E. Jackson appelle son adjoint : « mes hommes me disent que les Yanks ont en face un tas de soldats nègres... Pensez-vous que vos réservistes vont se battre contre ces nègres ? ». « Se battre ? répond l'officier. Bon dieu, mon général, mais mes gars vont les manger tout crus ! Enfin, pas les manger, c'est trop, mais bien les hacher en petits morceaux ».
Le 2 octobre à 10 heures du matin, après l'habituel échange de coups de feu entre tireurs d'élite, les cavaliers fédéraux mettent pied à terre pour attaquer : le terrain est escarpé et les défenseurs (qui, eux, sont munis d'artillerie) de la position ennemie sont nombreux. Les soldats bleus s'élancent sur la pente dominée par les retranchements confédérés de Chestnut Ridge. Par deux fois les Fédéraux sont repoussés, mais une troisième charge générale, réunissant 400 hommes du 5e USCC et ceux des 5e Ohio Cavalry et 5e Michigan Cavalry, enfonce les défenses confédérées : les unionistes arrivent, au prix de pertes considérables, à prendre pied sur Chestnut Ridge.
Cependant, la nuit tombe, les Confédérés reçoivent des renforts (le général Breckinridge en particulier arrive le soir avec ses cavaliers) et contre-attaquent. Les fédéraux, eux, sont épuisés, à court de provisions et de munitions. Burbridge décide de se replier et de quitter le sommet qu'il a conquis.
Les fédéraux allument de grands feux sur leurs positions de la veille, afin de faire croire à l'ennemi qu'ils sont encore là, et se retirent, en abandonnant leurs blessés sur le champ de bataille.
L'usine de Saltville est intacte, Saltville est une victoire pour la Confédération. Mais les colored troops ont gagné le respect des autres combattants nordistes : un officier du 13e Kentucky Cavalry reconnaît « qu'il n'aurait jamais pensé qu'ils combattraient jusqu'à ce qu'il les ait vus. Et (je) n'ai jamais vu des hommes se battre ainsi. Les rebelles leur tiraient dessus au canon, avec charges dispersantes et mitraille, et les couchaient par douzaines, mais ils continuaient à charger tout droit ».
Et le colonel James Brisbin, le commandant du 5e USCC, écrit à l'adjutant general Thomas, à propos de ses soldats noirs : « J'ai vu dans 27 batailles combattre des troupes blanches, mais aucune n'a combattu aussi bien qu'eux. »

### Crimes de guerre à Saltville
Le lendemain de la bataille (3 octobre 1864), des miliciens venus de Saltville et des soldats confédérés originaires du Tennessee (et en particulier le général Felix H. Robertson, son adjoint Champ Ferguson et leurs hommes) se livrent sur le champ de bataille à une chasse aux blessés et prisonniers noirs, et en abattent un certain nombre malgré les ordres du général confédéré Breckinridge.
Les forcenés envahissent aussi l'"Emory & Henry College" (transformé en hôpital militaire confédéré depuis mai 1862) et, malgré l'opposition des sentinelles et du corps médical, tuent dans leurs lits un certain nombre de soldats noirs blessés. De plus, Champ Ferguson cherche le lieutenant blanc Elza C. Smith du 13e Kentucky Cavalry, le trouve dans un lit d'hôpital et le tue d'une balle dans la tête devant les autres blessés.
Le nombre exact de soldats noirs assassinés au lendemain de la bataille de Saltville reste imprécis : selon The Saltville Massacre de Thomas Mays (1995) : de 50 à 100 - selon The Battle of Saltville: Massacre or Myth? de B. William Marvel : 5 à 12.

## Le raid de Stoneman (hiver 1864)
En décembre 1864, le général George Stoneman joint le 5e et le 6e USCC à ses forces et se lance dans un raid. Cette expédition forte de plus de 4 000 hommes part de l’est du Tennessee en direction du sud-ouest de la Virginie, et vise les salines de Saltville et la mine de plomb de Whyteville, près de Marion.
Pendant le raid ont lieu 4 affrontements armés dans lesquels les nordistes seront victorieux : les accrochages de Hopkinsville (Kentucky) le 12 décembre et de Kingsport (Tennessee) le 13 décembre – la bataille de Marion (Virginie) le 17 et 18 décembre – et la seconde bataille de Saltville (Virginie) les 20 et 21 décembre.

### La bataille de Marion
Le 17 décembre 1864, Burbridge place le 5e USCC entre deux unités composées de blancs, sur le flanc gauche de la ligne unioniste. Le colonel James S. Brisbin et son adjoint Carpenter font démonter leurs soldats noirs et les mènent à l’assaut des retranchements confédérés. Les Confédérés de John C. Breckinridge ont réussi à garder l'avantage du terrain, et se sont retranchés sur une éminence. Ils ne sont que 1 500 environ, mais sont armés en particulier de 4 canons rayés système Parrot de 10 livres et déversent sur les fédéraux un déluge de projectiles. Par ailleurs le fusil Enfield Pattern 1853 aux mains des excellents tireurs sudistes, est plus lent à recharger, mais plus précis que la carabine Spencer à répétition des cavaliers bleus.
La première charge unioniste hésite, s’arrête sous un feu intense et bat en retraite. Carpenter rallie ses hommes, les reforme et lance une nouvelle attaque. En lançant un puissant cri de guerre, les nordistes s’élancent, mais ils ne peuvent franchir les retranchements ennemis. La nuit tombe; Carpenter ordonne à ses hommes de se creuser des abris. Des volontaires vont ramasser les blessés entre les lignes...
Le matin du 18 décembre se lève, froid, pluvieux et brumeux. Les charges des unionistes contre les retranchements confédérés reprennent. Les unionistes parviennent à pénétrer le centre de la ligne confédérée, mais une contre-attaque des sudistes les repousse.
Carpenter fait remonter ses soldats noirs à cheval : il veut porter secours à une unité blanche qui est prise au piège près d’un pont couvert qui enjambe la Holston River (Middle Branch), sur le flanc gauche,. Mais les cavaliers noirs se font décimer par le feu précis des tireurs d'élite sudistes embusqués derrière leur parapet, et se replient.
Jusque-là toutes les initiatives nordistes ont été stoppées. Et plus tard dans la journée les Confédérés, renforcés et poussant leur fameux rebel yell lancent une charge sur le flanc gauche des Unionistes. L’unité blanche voisine du 5e USCC est complètement défaite, et le flanc du 5e est menacé. Carpenter et Brisbin essaient de se retirer en bon ordre. Mais leurs soldats noirs, se souvenant de l’assassinat des blessés par les Sudistes après la 1re bataille de Saltville, rompent les rangs pour aller chercher leurs amis blessés. Alors que la retraite menace de devenir une déroute, vers 4 heures des renforts arrivent aux unionistes, et leur ligne se raffermit.
Pendant la nuit du 18 au 19 décembre, les Confédérés, inférieurs en nombre (ils ont de plus 150 pertes environ), à court de munitions et de provisions, se retirent. Le 19 les unionistes ramassent leurs blessés et enterrent leurs morts. La victoire de Marion a été très coûteuse pour les Fédéraux, mais elle marque le succès du raid de Stoneman.

### Laseconde bataille de Saltville
Dans l’après-midi du 20 décembre, avant que John C. Breckinridge et Basil W. Duke aient atteint Saltville pour y renforcer le colonel Robert Preston et ses 500 hommes, les Fédéraux (6 500 hommes environ, soit les troupes de Gillem, celles de Burbridge y compris les 5e et 6e USCC, et le 10e Michigan Cavalry) se jettent dans Saltville et commencent à détruire et incendier tout ce qu'ils peuvent. Les Confédérés, du haut des collines qui entourent la ville, voient, dans la nuit qui tombe, les flammes monter sur Saltville.
Les Unionistes essaient surtout de saboter les installations des salines : ils parviennent à défoncer un tiers des chaudières (1 000 sur 3 000), et à abattre la plupart des hangars d’évaporation. Ils endommagent aussi des secteurs de la ligne de chemin de fer Virginia & Tennessee Railroad. Mais ils ne parviennent pas à obturer les puits de mine.
Stoneman réussit ensuite à éviter l’encerclement et à faire sortir rapidement ses troupes de Virginie. Il retourne avec Gillem au Tennessee, pendant que Burbridge et ses soldats noirs rejoignent le Kentucky en passant par Pound Gap.
Pour la Confédération, qui était déjà au stade de la pénurie fin 1864, les conséquences du raid de Stoneman sont terribles. Le plomb va manquer encore plus aux arsenaux qui fabriquent les balles et la mitraille. Quant au sel, qui était déjà une denrée rare et précieuse, il devient pratiquement introuvable au Sud : même si les dégâts des salines sont rapidement réparés, le transport du sel par train ne peut plus être assuré.
Et les soldats confédérés qui tiendront dans les tranchées de Petersburg et de Richmond seront totalement privés de viande salée. Par ailleurs, dans la zone traversée par Stoneman, les puits et sources sont bouchés et pollués, les ponts et les voies ferrées détruits pour longtemps : locomotives déraillées et renversées, wagons et gares incendiés, rails tordus en cravates de Sherman. Enfin 34 officiers et 845 soldats sudistes ont été capturés par les Fédéraux.
Pour Stoneman et les Fédéraux, le raid de 1864 (à l'inverse du raid de Stoneman) a donc été un succès, ne serait-ce que sur le plan psychologique, et a de plus affirmé l’efficacité des troupes noires.
Carpenter (les documents officiels sont par ailleurs étrangement silencieux quant à son action pendant le raid) écrivit une longue lettre sur la seconde bataille de Saltville et sur la belle conduite de ses soldats noirs.

## L’embuscade de Simpsonville

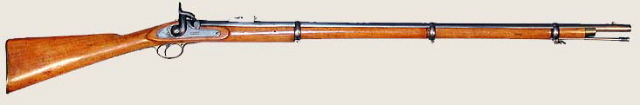
Le fusil Enfield Pattern 1853 fabriqué en Angleterre fut attribué aux United States Colored Troops. C'était un long (55 inches, soit 1.40 m) et lourd rifle-musket à poudre noire et percussion, à un coup et se chargeant par la gueule, qui tirait cependant une balle Minié puissante et précise à longue distance. L'Enfield valait bien à tous points de vue le fusil Springfield Model 1861 fabriqué par l'Union; mais pour les fantassins nordistes il avait le grave défaut d'être l'arme des Confédérés - et pour les cavaliers noirs des USCT il était impossible à recharger à cheval.

Le 23 janvier 1865, 80 soldats noirs du 5e USCC (compagnie E), sous le commandement du sous-lieutenant Augustus Flint, reçoivent l’ordre de convoyer un troupeau d’environ 1 millier de bovins du Camp Nelson aux enclos à bétail de Louisville (Kentucky).
Il fait grand froid, et les hommes se sont divisés : une quarantaine d’entre eux conduit le troupeau et un nombre égal est en arrière-garde. Le 25 janvier, alors que Flint est parti à la ville voisine de Simpsonville, un groupe de guérilleros confédérés attaque l’arrière-garde. Le groupe de soldats noirs de tête panique et prend la fuite. Et ceux de l’arrière sont rapidement submergés : leurs fusils Enfield ne peuvent tirer (leur poudre est pourrie), et les sudistes ont chacun deux ou plusieurs revolvers à 6 coups. Tous les noirs sont capturés puis abattus par les guérilleros, sauf deux : l’un fait le mort, et l’autre se cache sous un chariot renversé.

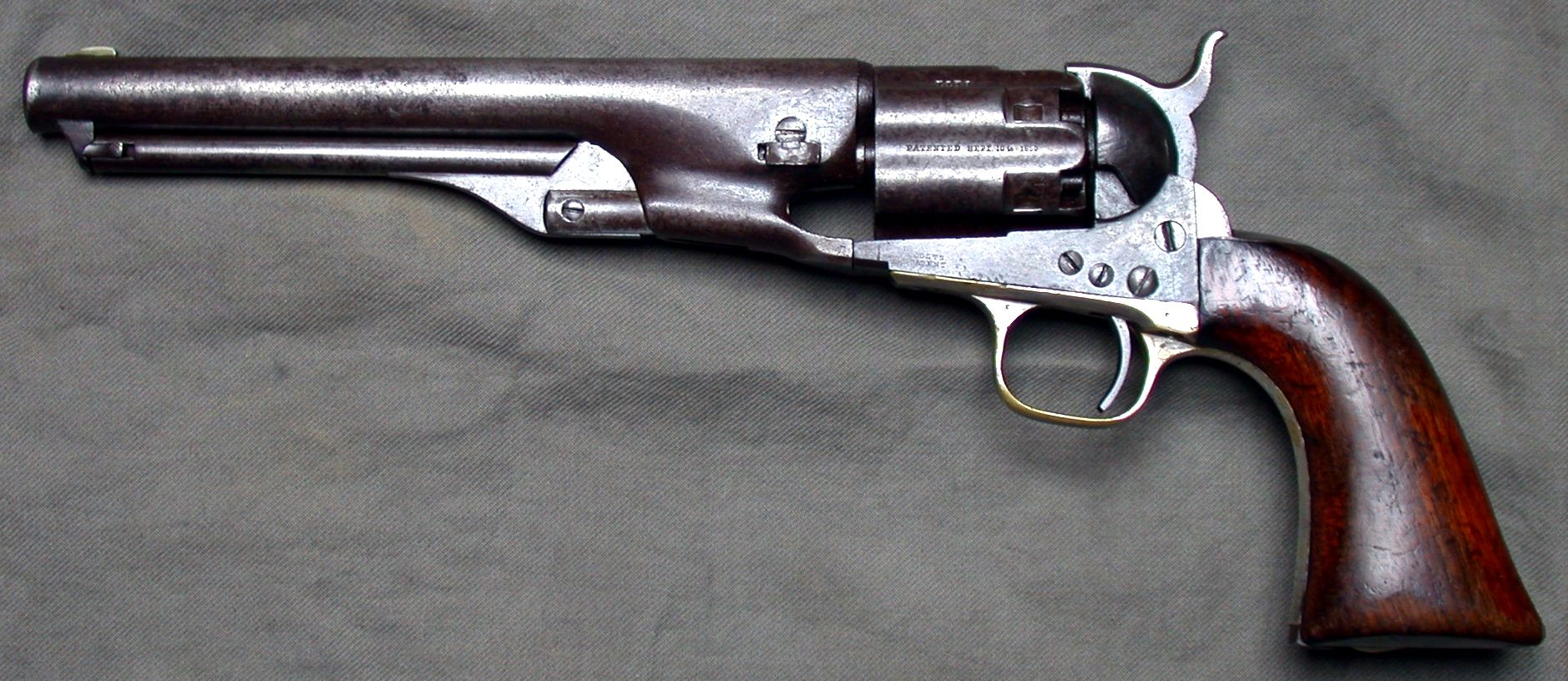
Le revolver Colt calibre .44 Army Model, une arme de poing des plus utilisées par le Nord pendant la guerre de Sécession. Les Confédérés avaient plutôt des revolvers Tranter .44 Army Model fabriqués, comme leur fusil Enfiel 1853, en Grande-Bretagne.

Une heure après l’embuscade, alors que Flint s’est enfui vers Louisville, des habitants de Simpsonville viennent sur place, et comptent 15 morts et 20 blessés sur ou à côté de la route. Quatre autres cadavres de soldats noirs seront découverts plus tard à proximité. Parmi les blessés relevés par les habitants de Simpsonville, 6 meurent rapidement pendant leur transport.
On sut plus tard que les confédérés avaient assassiné 19 soldats noirs alors qu’ils s’étaient rendus et étaient désarmés, et que les blessés avaient été abandonnés dans le froid glacial. Trois soldats noirs étaient portés manquants.
Les autorités de Simpsonville télégraphient à Carpenter. Il envoie immédiatement sur place des ambulances et une escorte, dont le personnel délimite la fosse commune, et emmène les survivants à Louisville.
Les habitants racontent ce qu’ils savent des évènements : on a entendu le chef des guérilleros (le capitaine Dick Taylor) se vanter d’avoir abattu beaucoup de prisonniers noirs. Carpenter écrit un rapport avec les noms des guérilleros sudistes (dans la mesure où ils ont été reconnus), une recherche des coupables est lancée. Ils ne seront jamais retrouvés,.

### Autre crimes de guerre dont les USCT ont été victimes
Pendant la guerre de Sécession, les Confédérés ont massacré un certain nombre de soldats noirs réguliers, entre autres lors de la bataille de Fort Pillow (Tennessee, 12 avril 1864) - et lors de la bataille de Poison Spring (Arkansas, 18 avril 1864).
Par ailleurs, après la nomination (fin 1863) de Ulysses S. Grant au poste de général en chef de l'US Army (il était hostile à l'échange de prisonniers) et l'échec de l'application des résolutions du cartel Dix-Hill sur l'échange des prisonniers (il a achoppé entre autres sur le cas des prisonniers afro-américains) il est plus que probable que l'ordre non écrit « pas de prisonniers noirs » a été plusieurs fois appliqué par les Confédérés sans qu'il en ait été gardé de traces dans les archives.[réf. nécessaire]

## Fin du5eUSCC
Le 5e USCC resta sous les armes près d'un an après la signature de l'armistice à Appomatox. Le 16 mars 1866, une cérémonie lors de la dissolution du régiment eut lieu à Helena (Arkansas), et les noms de 50 soldats noirs morts à Saltville début octobre 1864 furent appelés. Leur tombe se trouve probablement au Holston Cemetery, sur le campus du Emory and Henry College.
Après la guerre de Sécession, bon nombre de cavaliers du 5e USCC s'enrôlent dans les régiments de cavalerie de l'U.S. Army ; ils seront surnommés Buffalo Soldiers.

## Faits d'armes du5eUSCC
Résumé des batailles auxquelles a participé le 5e USCC,.

### 1864
2 octobre - Saltville (Virginie) : première bataille de Saltville
21 octobre - Harrodsburg (Kentucky) : engagement militaire
12 décembre - Hopkinsville (Kentucky) : engagement militaire
13 décembre - Kingsport (Tennessee) : manœuvre de flanquement, et escarmouche
18 décembre - Marion (Virginie) : bataille de Marion
20-21 décembre - Saltville (Virginie) : seconde bataille de Saltville

### 1865
25 janvier - Simpsonville (Kentucky) : embuscade

## Sources
- (en) Cet article est partiellement ou en totalité issu de l’article de Wikipédia en anglais intitulé « Emory and Henry College Hospital » (voir la liste des auteurs).

- (en) Cet article est partiellement ou en totalité issu de l’article de Wikipédia en anglais intitulé « Battle of Saltville I » (voir la liste des auteurs).

- (en) Cet article est partiellement ou en totalité issu de l’article de Wikipédia en anglais intitulé « Battle of Marion » (voir la liste des auteurs).
- David E. Brown, Was there a massacre in Saltville?, sur http://home.comcast.net/~5thuscc/massacr.htm
- Dautartus, Angela, The Battles of Saltville, sur http://thomaslegion.net/thebattlesofsaltville.html
- Chaltas & Brown, The battle of Marion, sur http://www.bencaudill.com/documents_msc/battle_of_marion.html